# Silvester Goraseb
Silvester Goraseb (7 settembre 1974) è un ex calciatore namibiano, di ruolo centrocampista.

## Carriera

### Nazionale
Ha collezionato 12 presenze in Nazionale.